# Snickers
Pour l’article ayant un titre homophone, voir Sneakers.

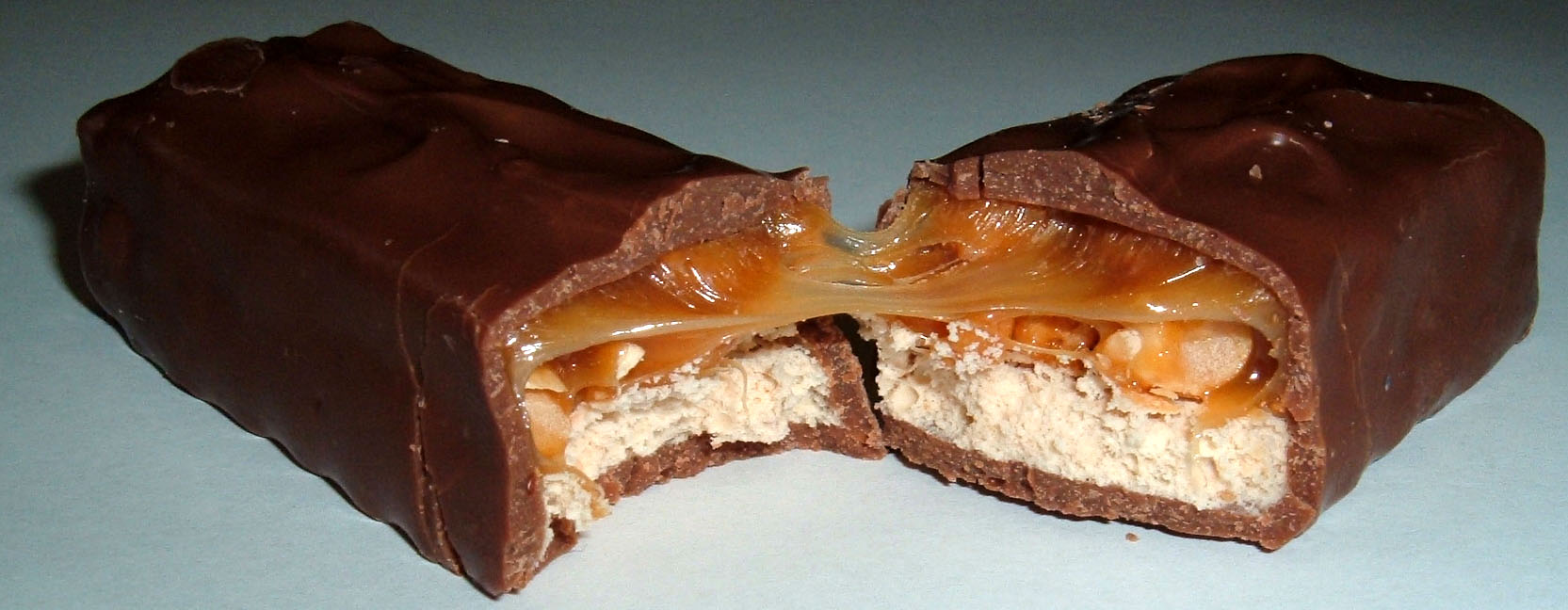
Une barre chocolatée de marque Snickers coupée en deux.

Snickers est une marque commerciale de barre chocolatée issue de l'industrie agroalimentaire. La marque est la propriété du groupe nord-américain Mars Incorporated ; cette confiserie est fabriquée dans ses usines. Cette confiserie  fait de l'assemblage d'un morceau de nougat couvert de cacahuètes grillées et de caramel, le tout enrobé de chocolat au lait. Snickers est la marque de barre chocolatée la plus vendue de tous les temps : ses ventes globales atteignent annuellement 2 milliards de dollars américains, contribuant ainsi à la fortune de la famille Mars.

## Histoire
En 1930, la famille Mars introduisit sa deuxième barre, après la Milky Way en 1924 et avant la 3 Musketeers en 1932. Franck et son fils Forest décident de lui donner le nom de marque Snickers d'après le nom de l'un de leurs chevaux préférés. La barre est faite en formant un centre nougaté en larges tranches, lesquelles sont coupées à la taille désirée dès que le caramel et les cacahuètes ont été ajoutés. Une fois les centres formés, ils sont recouverts de chocolat au lait. Les barres complètes sont inspectées, enveloppées et emballées pour envoi. La barre a été vendue pour la première fois aux États-Unis pour vingt cents (USD).
De 1949 à 1952, Snickers était un sponsor du The Howdy Doody Show. La « fun size » barre fut introduite en 1968, et les décennies suivantes virent de nombreuses variétés de Snickers apparaître. Snickers étaient particulièrement populaire parmi les cinéphiles pendant les années 1970 et au début des années 1980, déclassant la plupart de ses concurrents dans les cinémas.
Snickers est commercialisé en France depuis 1989.

## Ingrédients
Sucre, sirop de glucose, cacahuètes, lait écrémé en poudre, beurre de cacao, pâte de cacao, lactose, huile de tournesol, beurre concentré (lait), petit-lait en poudre, matière grasse de palme, sel, émulsifiant (lécithine de soja), blanc d’œuf en poudre, huile de noix de coco, protéine de lait hydrolysée, extrait naturel de vanille.

## Information nutritionnelle
La barre de 50 g de Snickers commercialisée en France a une valeur énergétique de 242 kcal.
La composition d'une barre est la suivante :
- Lipides (dont saturés) : 11,4 g (4,2 g)
- Glucides (dont sucres) : 30,1 g (25,8 g)
- Protéines : 4,3 g
- Sel : 0,32 g

## Variantes
Le produit existe aussi sous différentes formes :
- de pâte à tartiner, non distribuée en France, et qu'on peut trouver dans certaines régions d'Allemagne ainsi que dans quelques pays nordiques et asiatiques comme le Japon ou la Chine ;
- sous forme de glace, en pot ou en barres ;
- sous forme de boisson chocolatée en bouteille.

Plusieurs variantes de la barre originale :
- il existe maintenant une variante additionnée de riz soufflé (13 %) appelée Snickers Cruncher, présentée dans un emballage orange ;
- une barre Snickers au beurre de cacahuète, au chocolat noir, aux amandes, et encore d'autres dérivés.

## Veille sanitaire
En 2006, l'usine d'Oak Park a été fermée brièvement pour raisons sanitaires.
En 2008, des lots de Snickers mais aussi de Kit Kat de la marque Nestlé produits en Chine pour le marché coréen contenant de la mélamine ont été rappelés.

## Marathon
Marathon était une barre chocolatée tressée de chocolat et caramel longue de huit pouces produite par Mars Incorporated.

### Histoire
La première barre Marathon a été vendue aux États-Unis en août 1973. L'emballage rouge et vif de la barre contenait sur le revers une règle avec un marquage en pouce afin de faire la démonstration de la longueur avancée. La longueur de la barre était le résultat de sa forme tressée mais son poids était dans la moyenne des autres barres chocolatées. La production de la marque fut arrêtée en octobre 1981.
Le fils de John Wayne, Patrick, figurait dans les publicités télévisuelles de l'époque en tant que Marathon John qui affrontait régulièrement le vilain Quick Carl.
Note : une version longue de 15 pouces de la barre Marathon a été vendue en Californie du Sud dans les épiceries locales 7/11. Celles-ci avaient une règle de 15″ sur le revers de leur emballage rouge.
Marathon est l'ancien nom de l'actuel Snickers. 